# Otterbach (Elbbach)
Der Otterbach ist ein gut zwei Kilometer langer linker und nördlicher Zufluss des Elbbaches im Westerwald.

## Geographie

### Verlauf
Der Otterbach entspringt westlich der Röntgenstraße im Industriegebiet des Westerburger Stadtteils Sainscheid. 
Der Bach fließt zunächst in südöstlicher Richtung und unterquert die Hauptstraße. Er erreicht nun ein Waldgelände, schlägt einen kleinen Bogen und fließt durch den Wald in Richtung Süden. In der Nähe von Guckheim verlässt der Otterbach sich in die Richtung Südosten bewegend den Wald, umfließt den Nordrand des Ortes und unterquert abermals die Hauptstraße, um schließlich östlich von Guckheim in den Elbbach zu münden.

### Flusssystem Elbbach
- Fließgewässer im Flusssystem Elbbach